# SC Oțelul Galați
Asociația Clubul Sportiv Suporter Club Oțelul Galați, cunoscut sub numele de SC Oțelul Galați, Oțelul Galați, sau pe scurt Oțelul, este un club profesionist de fotbal din Galați, România, care evoluează în prezent în SuperLiga României.
Fondată în 1964 ca echipă a Combinatului siderurgic din Galați, Oțelul și-a petrecut primele două decenii din istorie în ligile inferioare. A ajuns în Liga I pentru prima dată în 1986 și a petrecut în total douăzeci și șapte de sezoane jucând în prima ligă, participând în același timp în mai multe sezoane ale cupelor europene. Echipa a câștigat campionatul în sezonul 2010–2011 și a reprezentat România în grupele UEFA Champions League în sezonul 2011–2012.. Cel mai bun rezultat al lor în Cupa României a fost Finala în 2004. La nivel internațional, cele mai bune performanțe ale Oțelului cuprind calificarea în fazele grupelor din Liga Campionilor 2011-2012; precum și fiind unul dintre cei unsprezece co-câștigători ai Cupei UEFA Intertoto 2007.
În aprilie 2016, vechea echipă s-a desființat. După dizolvarea clubului, suporterii Oțelului au fondat o nouă asociație numită Asociația Suporter Club Oțelul Galați și au înregistrat-o pentru a participa în Liga a IV-a. Noua echipă s-a înființat conform deciziei Judecătoriei Galați din data de 19 iulie 2016. Echipa joacă pe Stadionul Oțelul, care are o capacitate de circa 13.500 de locuri, toate pe scaune.

## Istorie

### Primii ani de fotbal la Galați (1910–1964)
Fotbalul s-a răspândit în România cu puțin înainte de 1900, apărând în orașele Arad și București. A sosit la Galați aproximativ 10 ani mai târziu, prin firmele de comerț exterior și birourile din oraș, și eforturile ofițerului Vladovici, un militar de carieră care studiase în Franța și adusese regulamentul jocului de fotbal și echipamentul la Galați. Primele jocuri au avut loc c. 1908, când echipa lui Vladovici din Regimentul 3 Artilerie a jucat cu grupe de marinari englezi staționați în liman. Un an mai târziu, Regimentul de Cavalerie Galați a înființat o a doua echipă în oraș. Acest lucru a dus la organizarea mai multor meciuri de fotbal, iar presa a evidențiat faptul că au fost posibile meciuri și cu marinarii de pe navele navale britanice prezenți în Portul Galați. Elevii Liceului Vasile Alecsandri (LVA) au format o echipă în 1919. Un an mai târziu, emigranți din Turcia, Grecia sau Armenia au înființat (cu sprijinul burgheziei) echipele Olimpiei și Niki, formate în mare parte din jucători veniți din Italia, Grecia și Turcia, unde fotbalul a fost mult mai dezvoltat ca sport. Un meci de referință a avut loc la 7 mai 1921, într-un joc de expoziție („propaganda sportivă”), când Triumf București a învins-o pe Internaționala Galați (o echipă temporară de jucători străini stabilită la Galați) cu 2–1. În același an, echipa de HMS Ladybird a învins Internaționala Galați cu 6–2. Deși erau prea puține echipe pentru competițiile organizate, meciurile inter-orașe s-au intensificat cu Brăila, Tulcea și Reni. De asemenea, au continuat meciurile cu echipele locale Internaționala, Niki, Olimpia, Șoimii Dacia, Atlas și LVA, precum și cu echipe militare. 

În 1922, Dacia Șoimii și LVA s-au unit pentru a fonda Dacia Vasile Alecsandri Galați (DVA), o echipă care a câștigat o mare popularitate și timp de două decenii a fost considerată printre cele mai puternice cluburi de fotbal din sudul Moldovei și estul Munteniei. Alte echipe noi au inclus Macabi, Aviația, Școala Comercială, Sportul și Baza Navală.
Noile echipe și popularitatea crescândă au permis să apară diferite competiții, iar campionate au avut loc la nivel de oraș și raion. Structurile clubului au crescut cu echipe de seniori, rezerve, tineri și copii. Au fost create echipele burgheziei grecești Ermis, Acropole și Foresta.
În 1926 a avut loc primul campionat raional. Au fost zece echipe din Galați (inclusiv echipele de cartier Șoimii și Gloria), două din Reni (Macabi și Dunărea) și o echipă reprezentând Tulcea. Competiția a fost un succes comercial cu primii campioni DVA. În turul următor, DVA a învins Concordia Iași cu 6–1 și a avansat la un turneu final pentru trofeul național. Au participat zece echipe, printre care Chinezul Timișoara, Unirea Tricolor București, Colțea Brașov și AMEFA Arad. Lipsită de experiență la acest nivel de competiție, DVA a pierdut cu Brașov cu 1–7.
Pentru că pe vremea aceea echipele militare erau la modă, căpitanul Slătineanu a transferat de la Brașov echipa lui Fulgerul. Cu toate acestea, din cauza dificultăților financiare, Fulgerul a avut o viață scurtă. Regulamentul anilor 1920 nu permitea echipei să participe la campionatele raionale. În schimb, a participat la o serie de meciuri și competiții internaționale. Acest lucru a permis noii echipe gălățene să câștige experiență jucând puternicele echipe MTK Budapesta, Vasas, Újpest, OFK Beograd, ŽAK Subotica și Rapid Wien. Aceste meciuri s-au jucat cu casa de bilete închisă.
La sfârșitul anilor 1920, dificultățile economice (afectate de criza economică) au dus la dizolvarea majorității celor 20 de cluburi care existaseră. La un moment dat doar trei cluburi au participat la campionatul raional: DVA, Gloria și Șoimii. În 1927, aceste din urmă două cluburi, care fuseseră înființate ca echipe de cartier la Galați, au fuzionat sub numele de Gloria Șoimii. În 1932, la inițiativa feroviștilor, Gloria Șoimii și CFR Galați (clubul de fotbal feroviar Galați) au fuzionat sub numele de Gloria CFR Galați.
Gloria CFR s-a alăturat imediat Campionatului Districtual Dunărea de Jos, alături de echipe deja experimentate în competiții oficiale precum: DVA, Ermis, Marina Danubiană și Unirea Tulcea. Treptat echipa a progresat și în sezonul 1934–35 a devenit campioana Districtului Dunărea de Jos, apoi a promovat imediat în Divizia C. Un an mai târziu a fost promovată în Divizia B. Această promovare a fost posibilă după trei play-off de promovare (la București, Galați și Constanța) împotriva Telefon Club București, dar și datorită Federației Române de Fotbal care a recunoscut valoarea echipei. În sezonul 1937–38, „Ferviștii” au avut o performanță spectaculoasă de 16 victorii, un egal și o singură înfrângere și au fost promovați în Divizia A. În 1937, clubul Metalosport Galați s-a format în oraș și a avut rezultate importante în liga a doua și a treia.
Programul campionatului a fost întrerupt de al Doilea Război Mondial și reluat în 1946. Galațiul a fost reprezentat atunci de Gloria CFR în Divizia B, în timp ce Metalosport, Șantierul Naval și FC Arsenal erau în Divizia C. La începutul anilor 1950, DVA a fost dizolvat din cauza unor probleme financiare, iar Gloria CFR a retrogradat în Divizia C. Clubul Dinamo Galați (rebotezat ulterior Siderurgistul Galați) a fost format în 1955 și a ajuns foarte aproape de promovarea în prima ligă a țării în 1961 și 1962. Constructorul Galați a fost fondat în 1950 și a ajuns în finala Cupei României în 1973. Siderurgistul a fost promovat în 1963 și, în ciuda rezultatelor oscilante, a fost cea mai bună echipă a orașului până la mijlocul anilor 1960.

### Oțelul, întemeiere și ascensiune (1964–1985)

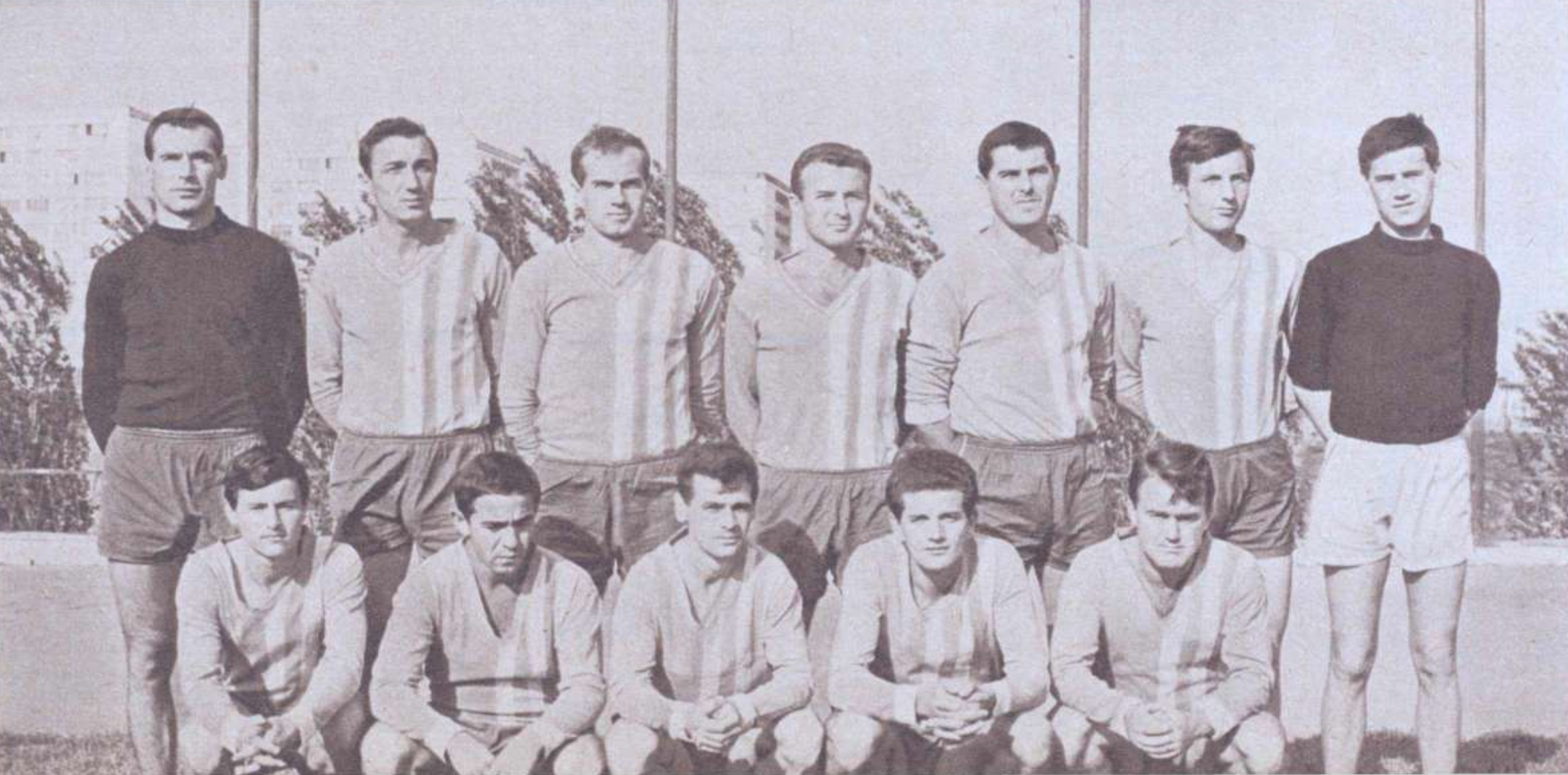
Echipa din sezonul 1966-1967

În 1964, în urma reorganizării fotbalului la Galați, s-a înființat clubul Oțelul pentru a reprezenta nou înființata oțelărie gălățeană. După trei sezoane în Divizia D, Oțelul a fost promovat în Divizia C la finalul sezonului 1966–67 și în Divizia B.după un alt sezon. Promovarea din 1968 a fost într-un concurs strâns cu Gloria Bârlad; ambele echipe au încheiat sezonul cu 35 de puncte, dar Oțelul a avut un diferență de goluri de +23 față de +21 al Gloriei. Lotul de promovare a lui Oțelul din 1968 a inclus: Șerbănoiu, Berechet, Rusu, Florea–Boeru, Coman, Secășeanu, Luban, Halmagy, Moșneagu, Cernega, Bruștiuc, Niculescu, Morohai, Leca, Ion Ionică, Ailoaiei, Obreja, Câmpeanu, Drăghiescu, Drăghiescu; cu antrenorii Gh. Drăghiescu și Pompiliu Ionescu.

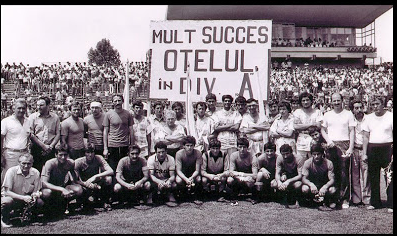
Oțelul Galați (1985–86) și sărbătoarea promovării

Ascensiunea Oțelul a dus la declinul Siderurgistul, care fusese echipa principală a orașului și jucase finala Cupei României din 1963. În 1967, Siderurgistul a cedat locul în liga secundă în fața Politehnicii Galați și a dispărut din fotbalul românesc. După ce Oțelul a încheiat două sezoane în liga a doua, ajungând pe locul 9 atât în 1968–69, cât și în 1969–70, a avut loc o altă reorganizare a fotbalului local și Oțelul și-a schimbat numele în FC Galați și ulterior în FCM Galați, formând în esență un nou club. cunoscută mai târziu ca Dunărea Galați. Între 1974 și 1980, această echipă a realizat trei sezoane în Divizia A. Între timp, unii dintre jucătorii fostului Oțelul s-au transferat la clubul Divizia C Dacia Galați, care în 1972 a reînviat numele Oțelul.
Oțelul nu și-a pierdut complet identitatea după această manevră și în sezonul 1973–74 a revenit în liga a doua, terminând pe locul 7. Cu toate acestea, echipa a terminat sezonul 1974–75 pe locul 17 cu doar 24 de puncte și a fost retrogradată în Divizia C, apoi s-a desființat. În 1976, conducerea siderurgiei a decis să reînființeze Oțelul, aderând la campionatul județean (Divizia D), și urcând în Divizia C și B. Din 1976 până în 1977 până în 1980–81, clasamentele lor au fost: 1 (Divizia D); 11, 10, 9 și 1 (Divizia C). Lotul 1980–81 a lui Oțelul a inclus: Șerbănoiu, Călugăru, Cucu, Borș, Căstăian, Morohai, Ceacu, Ciurea, Pătrașcu, Pavel, Gheorghiu, Adamache, Ion Ionică, Basalîc, Ticu, Potorac și Podeț; cu antrenorul Petru Moțoc.
Progresul și creșterea Oțelul a fost mai dificilă decât cea a cluburilor tradiționale de fotbal românești, din cauza dizolvării clubului în 1970 în favoarea Dunărei Galați, a reformei din 1972 a Daciei Galați și a refondării din 1975. În 1980, imediat după promovarea echipei în liga secundă, o decizie politică a județului Galați și-a dat locul Victoria Tecuci, unele dintre jucătoare ajungând la echipa din Tecuci, iar altele semnând cu Divizia C Metalosport Galați, deținută de fabrica Cristea Nicolae. Cu toate acestea, în vara lui 1982, a avut loc o întorsătură când Metalosport a fost sacrificat pentru Oțelul, permițându-i lui Oțelul să ajungă la proeminență după ani în care a fost reținut.
Oțelul a profitat de această încredere politică și a terminat pe locul al treilea în sezonul 1982–83, al optulea în 1983–84 și al treilea în 1984–85 – după Petrolul Ploiești și rivala locală Dunărea Galați. Oțelul a încheiat sezonul trecut cu un palmares de 24–4–6, 86 de goluri marcate cu 29 primite, și a fost promovat în Divizia A. Formația care a obținut această performanță a inclus: Călugăru, Ionel Dinu, Gh. Stamate, Oprea, Ciobanu, Popescu, Stoica, Radu, Ciurea, Burcea, Smadu, M. Stan, A.Stamate, Petrescu, Basalic, Rusu, Vaișcovici, Antohi, Bejenaru, Dumitru, Rotaru, Lala, Anghelinei, C. Stan, și Ralea; cu antrenorii Costică Rădulescu și Ioan Sdrobiș.

### Primele sezoane ale Diviziei A și Cupei UEFA (1986–1999)

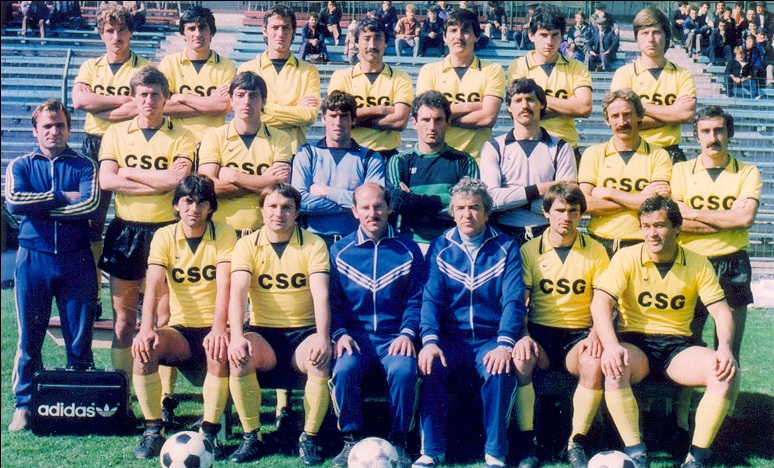
Oțelul Galați (1987–88), echipă care va juca împotriva lui Juventus, un an mai târziu

În primul său an în etapa de vârf a fotbalului românesc, Oțelul a terminat pe locul 11, urcând pe locul 4 în sezonul următor care a calificat clubul la turneul Cupei Europene din sezonul Cupei UEFA 1988–89. În primul meci, în fața a 30.000 de suporteri, Oțelul a învins cu 1–0 formația italiană Juventus, golul marcat de Ion Profir din penalty. Echipa a pierdut al doilea meci cu Gălățenii, cu 5–0. Lotul care a jucat împotriva lui Juventus în primul meci european al clubului a inclus: Călugăru – G. Popescu, Anghelinei, Agiu, Borali (Adrian Oprea) – Nae Burcea, Marius Stan, I. Profir, Oct. Popescu – Ralea (Drăgoi), Puiu Antohi. Pentru Juventus: Stefano Tacconi, Nicolò Napoli, Alessandro Altobelli, Rui Barros și Michael Laudrup au jucat cu toții; cu antrenorii Dino Zoff si Cornel Dinu.
La finalul sezonului regulat, Oțelul a retrogradat. Clubul a terminat pe locul al treilea în 1989–90 Divizia B și a ratat promovarea împotriva rivalului Progresul Brăila. În sezonul 1990–91, Sub conducerea lui Marius Stan și Mihai Stoica, clubul a fost promovat cu un avans de 6 puncte în fața Gloriei Buzău. „The Steelworkers” a rămas în prima divizie până în 2015.
În urma promovării lui Oțelul din 1991, clubul a terminat la mijlocul ligii: pe locul 8 în 1991–92 și pe locul 10 în 1992–93. Clubul a participat la Cupa Balcanilor 1991-1992, unde a pierdut finala cu 0-1 la general împotriva echipei turce Sarıyer. Oțelul a avut o salvare de ultim moment de la retrogradare în sezonul 1993–94, pe care a terminat cu un punct deasupra liniei de retrogradare. Antrenorul echipei a fost înlocuit cu Vasile Simionaș, fost star al Politehnicii Iași, iar după două sezoane a terminat pe locul 13. La sfârșitul sezonului 1995–96, clubul i-a pierdut pe jucătorii vedete Radu Cașuba și Valentin Ștefan., dar a menținut o fundație mergând înainte cu jucători precum: Iulian Arhire, Stelian Bordieanu, Gheorghe Bosânceanu, Gheorghe Cornea, Daniel Florea, Sorin Haraga, Gigi Ion, Viorel Ion, Costin Maleș, Dănuț Oprea, Tudorel Pelin, Emil Spirea, Adrian State, Viorel Tănase și Cătălin Tofan.
Sezonul 1996–97 a adus fotbalul total pe Stadionul Oțelul. Condusă de căpitanul echipei Valentin Ștefan, Oțelul a încheiat sezonul pe locul 4, cu Viorel Ion în mare formă. Primul semnal a venit în primul tur, împotriva Stelei București, când „Oțelului” a pierdut controversat după un fault comis lui Daniel Florea în suprafața de pedeapsă, permițând un gol al lui Gigi Ion; un alt gol a fost marcat de Viorel Tănase de la 25 de metri. Câteva runde mai târziu, Oțelul a învins-o pe liderul de atunci Dinamo București cu 3–1. Ulterior, o victorie cu 4–3 pe Stadionul Giulești împotrivaRapid București a devenit o victorie istorică pentru club. Apoi a fost o victorie neașteptată cu 5–1 împotriva FC U Craiova și Oțelul a urcat pe locul 2 în clasament. Cu o victorie cu 3–1 la FC Național (campioana României la finalul sezonului), Gălățenii au fost la doar 3 puncte de lider. Câștigând finala cu 3–0 cu Sportul Studențes, Simionaș a devenit antrenorul anului al României, Viorel Ion și Valentin Ștefan și-au făcut drum la națională, iar Oțelul a terminat pe locul 4, egalându-se cu cel mai bun clasament anterior.
Simionaș a rămas antrenor la Galați încă două sezoane și a mai obținut locul 4 în 1997–98 și locul 6 în 1998–99. Printre momentele importante se numără 14 goluri marcate de Valentin Ștefan în calitate de mijlocaș defensiv la sfârșitul sezonului 1997-1998, o victorie cu 7-0 împotriva Jiulului Petroșani, Maleș marcând al 400-lea gol al lui Oțelul în prima ligă și victorii dramatice împotriva Rapidului București (1–). 0) și Progresul București (3–2).
După ce a obținut locul 4 în 1997, Oțelul a concurat pentru a doua oară la Cupa UEFA. Au jucat în primul tur de calificare împotriva echipei slovene HIT Gorica și după o înfrângere cu 0–2 în Slovenia, Oțelul a condus cu 4–0 în al doilea meci, dar Gorica a marcat de două ori la 88 și 90 de minute, Protega și Enes Demirović l -au calificat dramatic pe Gorica. Oțelul s-a calificat și în sezonul Cupei UEFA 1998–99, unde a trecut de primul tur, după un scor general de 4–1 împotriva formației macedonene Sloga Jugomagnat. Oțelul s-a oprit în turul doi după o înfrângere totală cu 0–6 împotriva Danemarcei Vejle Boldklub.
În această perioadă clubul a primit porecle precum: Cimitirul Granzilor sau Câmpioana Provinciei. Echipa a fost numită și Generația de Aur, poreclă care a fost ulterior umbrită de echipa din 2010-2011. Cu toate acestea, această generație ar putea fi considerată una dintre cele mai bune trei echipe ale Oțelulului împreună cu echipele din 1988 și 2011. Simionaș a fost demis în 1999 după un conflict cu managerul sportiv Mihai Stoica

### Epoca de Aur a Oțelului (1999–2012)

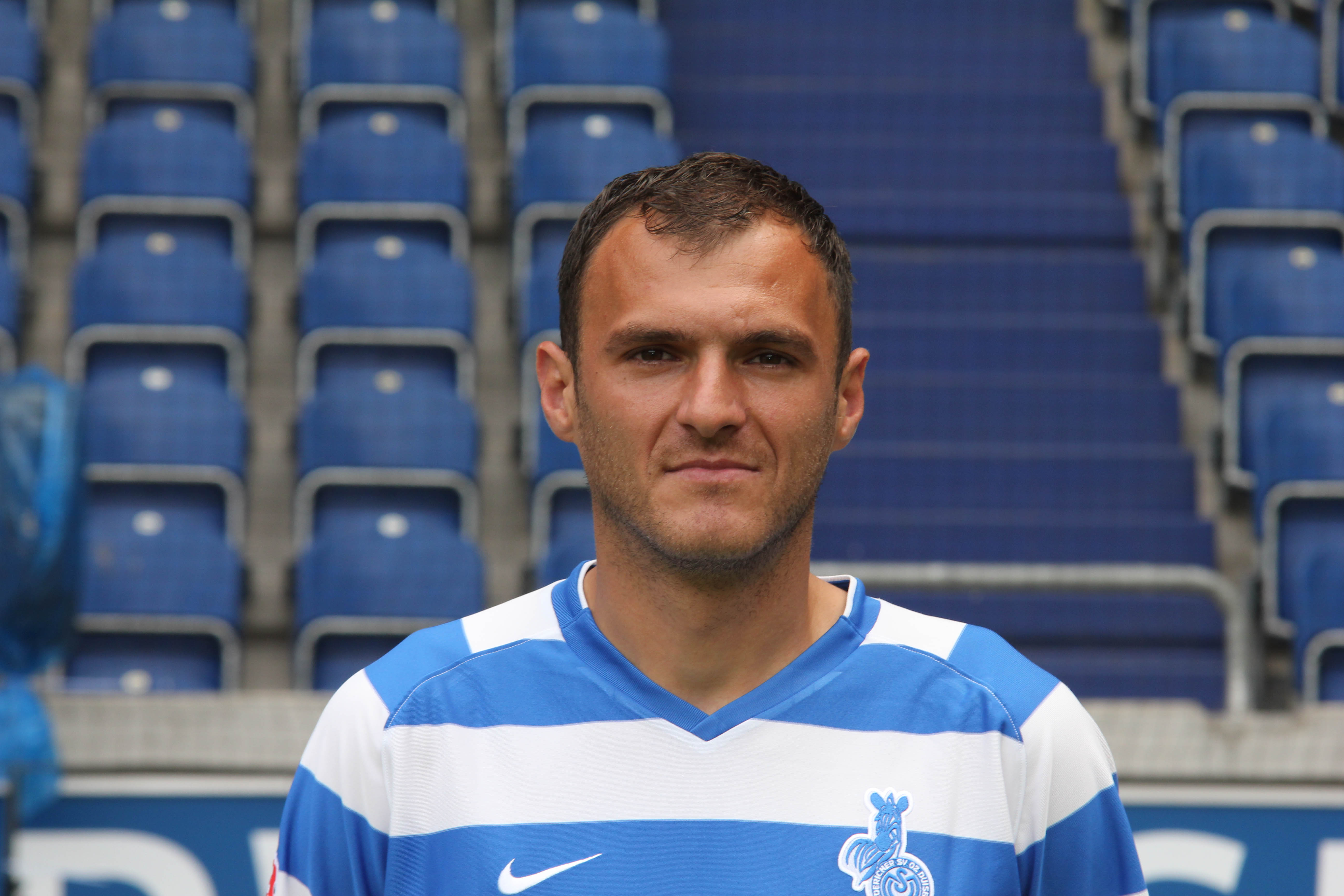
Emil Jula, golgheterul lui Oțelul în 2007–08 care a decedat.

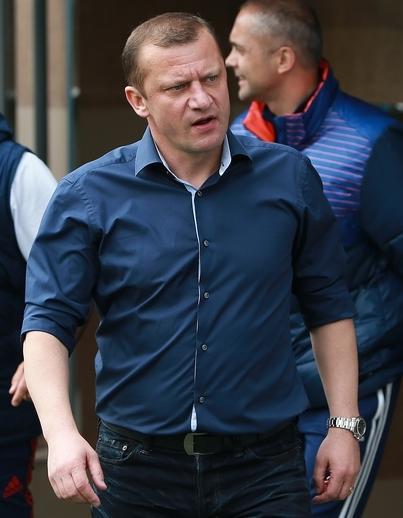
Dorinel Munteanu, antrenor care a câștigat singurul titlu românesc cu Oțelul

După ce Simionaș a fost demis, Dumitru Dumitriu a devenit noul antrenor, iar Oțelul a căzut pe locul 8 la finalul sezonului 1999–2000. Sezonul următor Oțelul a coborât pe locul 12, dar apoi a urcat pe locul 5, cu Victor Roșca și apoi Marius Lăcătuș ca antrenor.
Această oscilație a continuat și în 2002–03 când Oțelul a terminat pe locul 13 și a înfruntat un play-off pentru retrogradare împotriva Bihorului Oradea (numit la acea vreme FC Oradea). La Galați, „siderurgia” s-a impus cu 2–1, goluri marcate de Gheorghe Cornea și Mihai Guriță, dar la Oradea, în fața a 20.000 de suporteri și a unei echipe motivate FC Oradea – care a avut șansa să joace din nou în Divizia A după un 12. -an absență – Oțelul a pierdut 1–3. Bogdan Vrăjitoarea a marcat un hat-trick pentru gazde, în timp ce Viorel Tănase a marcat pentru Oțelul. A fost o înfrângere grea pentru echipă. Totuși, a avut loc o întorsătură neașteptată a evenimentelor: cluburile de topAstra Ploiești și Petrolul Ploiești au fuzionat, lăsând un loc liber în clasamentul pentru Oțelul.
Clubul a fost cumpărat apoi de Nicolai Boghici, un om de afaceri din Galați. Oțelul a avut un sezon puternic în Divizia A 2003–04 sub conducerea antrenorului Sorin Cârțu și a terminat pe locul 5, în timp ce clubul a făcut prima apariție în Finala Cupei României, unde a pierdut cu 0–2 cu Dinamo București. Imediat după această finală, s-a descoperit că asociația care deține clubul avea datorii de peste 15 miliarde de lei românești (ROL). Oțelul a câștigat un loc pentru competiția Cupei UEFA 2004–05, începând din primul tur de calificare.  Oțelul a trecut de primul tur după un scor general de 8–1 împotriva lui Dinamo Tirana, dar s-a oprit în turul doi după un 0–1 la general împotriva lui Partizan.
În sezonul 2004–05 din Divizia A, Oțelul a terminat pe locul 8. Marius Stan a fost numit președinte al clubului începând cu sezonul 2005-2006. În prima parte a acelui sezon, Oțelul nu reușise să obțină mai mult de 9 puncte și echipa a fost refăcută, antrenorul Aurel Șunda a fost înlocuit de Petre Grigoraș și 18 jucători noi aduși la echipă. Schimbările au schimbat sezonul echipei, începând cu o victorie cu 3-0 în fața lui Dinamo, iar Oțelul a terminat pe locul 9. În Cupa României, Oțelul a fost eliminat în sferturile de finală la loviturile de departajare cu FC Național.
În sezonul 2006–07, Oțelul a terminat pe locul 5 în clasament. La finalul acestui sezon, jucătorul marcant Viorel Tănase s-a retras, marcând un gol în ultimul său meci. Datorită poziționării bune în clasamentul ligii, echipa s-a calificat în Cupa UEFA Intertoto. În Cupa României, Oțelul a fost din nou eliminat la penalty-uri, de data aceasta de Steaua București.
Debutul sezonului 2007–08 a avut loc în Cupa UEFA Intertoto, unde Oțelul a întâlnit-o pe Slavija Sarajevo (locul 3 în Premier League a Bosniei și Herțegovinei). Meciul disputat în Bosnia și Herțegovina pe stadionul Koševo s-a încheiat cu 0–0. Al doilea meci disputat la Galați a fost o victorie neașteptată cu 3–0 pentru Oțelul, cu goluri ale lui Emil Jula (la minutele 31 și 42) și Gabriel Paraschiv (70 min).  În finală, Oțelul s-a confruntat cu cunoscuta trupă turcă Trabzonspor (locul 4 în Süper Lig). Oțelul a câștigat primul meci de la Galați cu 2–1 în fața a 5.000 de spectatori.Daniel Stan a deschis scorul (28 min), Ersen Martin a egalat (83 min) iar meciul a fost decis de golul lui Gabriel Paraschiv (87 min). Al doilea meci s-a disputat pe stadionul Hüseyin Avni Aker în fața a peste 20.000 de spectatori. Turcia a deschis scorul cu un șut de 15 metri în corner al lui Ceyhun Eriș (8 min). János Székely a marcat cinci minute mai târziu, apoi Gălățenii a apărat și a contraatacat, Tadas Labukas și Emil Jula pasând pe lângă golul secund (77 min). După un contraatac, un fundaș turc a făcut un penalty (88 min), iar Emil Jula a marcat și a calificat echipa în turul preliminar al Cupei UEFA. În Cupa UEFA, Oțelul a înfruntat Lokomotiv Sofia (locul 3 în A PFG). Primul meci jucat pe stadionul Balgarska Armia din Sofia a fost pierdut cu 1–3. În al doilea meci Oțelul a atacat, dar nu a reușit să înscrie, iar un egal 0-0 a eliminat echipa.
În Liga I, Oțelul a terminat pe locul 8. Emil Jula a ocupat locul 2 în clasamentul marcatorilor ligii, cu 17 goluri.  Pentru aceste fapte antrenorul principal Petre Grigoraș a fost numit cel mai tare din oraș („cel mai bun din oraș”).
Probleme au apărut în sezonul 2008-2009. Oțelul a terminat pe locul 12 și clubul ajunsese într-o situație apropiată de faliment. Sezonul următor a adus mari schimbări, când Petre Grigoraș a plecat și a fost înlocuit de Dorinel Munteanu. În sezonul 2009–10, Oțelul a obținut locul 8.
Oțelul a realizat cea mai bună performanță în sezonul 2010–11, câștigând prima ligă, învingând principala rivală FC Timișoara într-un meci direct pentru titlu. Două luni mai târziu, clubul a câștigat Supercupa României într-o victorie cu 1–0 în fața Steaua București. Echipa care a câștigat a inclus: portarii Branko Grahovac, Cristian Brăneț și Gabriel Abraham; fundași Cornel Râpă, Samoel Cojoc, Cristian Sîrghi, Milan Perendija, Sergiu Costin, Enes Šipović, Constantin Mișelăricu, Adrian Salageanu, si Silviu Ilie; mijlocașii Ionuț Neagu, Gabriel Giurgiu, Ioan Filip, Ciprian Milea, Liviu Antal, Laurențiu Iorga, Laurențiu Petean, John Ibeh, Gabriel Viglianti, Răzvan Ochiroșii, Laurențiu Buș și Gabriel Paraschiv; și atacanții Bratislav Punoševac și Róbert Elek; cu antrenorul Dorinel Munteanu.
În sezonul 2011-2012, Oțelul a terminat pe locul 6 și a participat pentru prima dată la faza grupelor UEFA Champions League. Grupul lor a avut adversari proeminenți Manchester United, Benfica și FC Basel și a fost un moment uriaș pentru club să joace împotriva echipelor europene de top. Oțelul nu a obținut o singură victorie, pierzând la limită: 2–3 și 0–1 cu FC Basel, dublu 0–1 cu Benfica și dublu 0–2 cu Manchester United.

### Declin și faliment (2012–2016)
După două sezoane fantastice, Oțelul s-a confruntat cu dificultăți, deoarece acționarii clubului doreau banii pe care clubul i-a primit pentru participarea în Liga Campionilor.
În sezonul 2012–13 Marius Stan a plecat pentru a deveni primar al Galațiului, iar Dan Adamescu a devenit noul patron al clubului. Oțelul l-a pierdut antrenor pe Dorinel Munteanu; În locul său a fost numit Viorel Tănase, un jucător vedetă care se retrăsese în 2007. Tănase a reușit să termine prima parte a sezonului în afara zonei retrogradării, dar în pauza de iarnă a fost înlocuit cu Petre Grigoraș. Oțelul a terminat pe locul 11 cu 43 de puncte. În Cupa României au ajuns în semifinale, unde au fost eliminați de Petrolul, câștigătoarea competiției. 

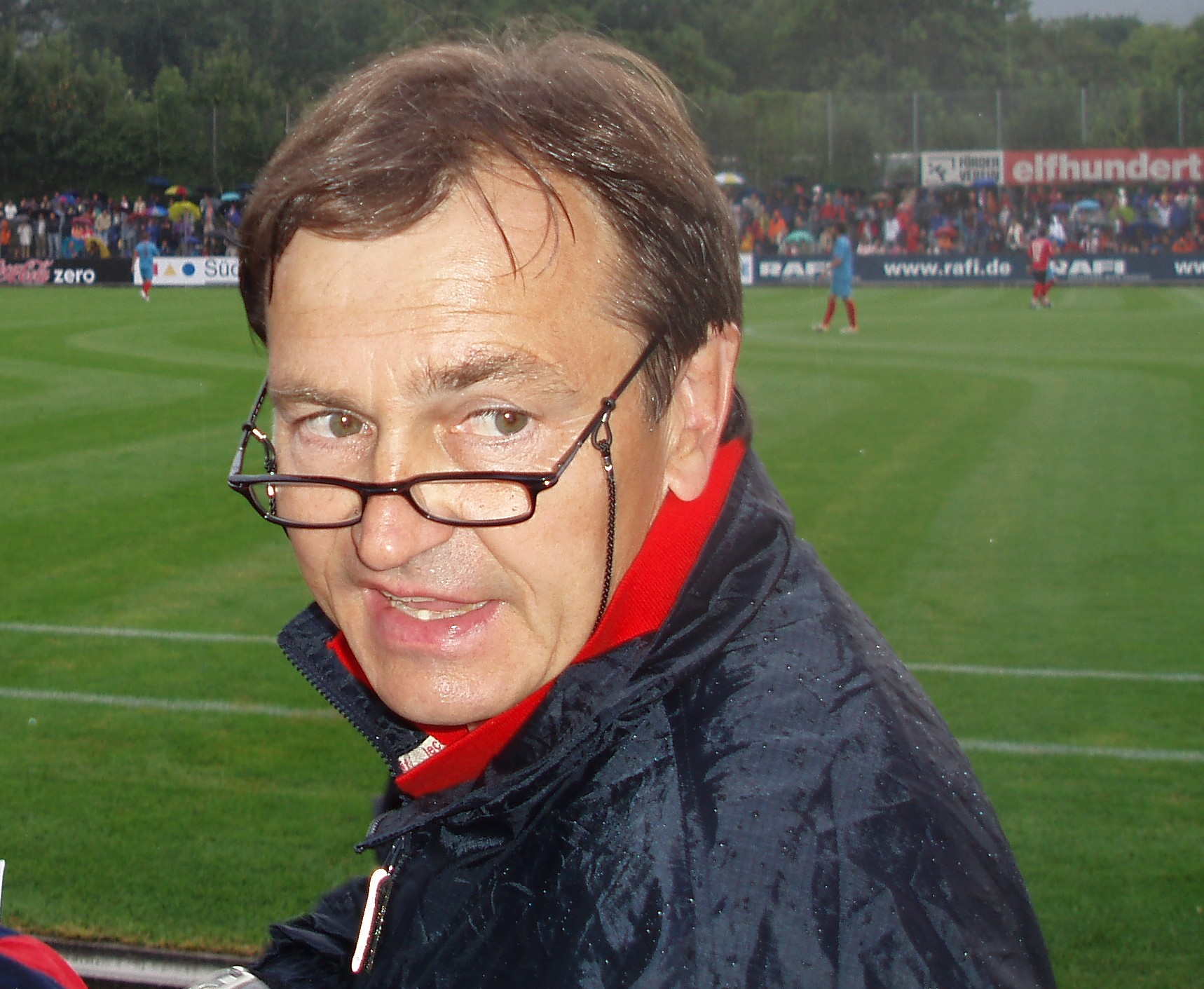
Ewald Lienen, antrenorul care a salvat-o pe Oțelul Galați de la retrogradare în 2014, în ciuda unei situații financiare dificile

Pe 10 iulie 2013, Oțelul a intrat în insolvență, în ciuda celor 22 de milioane de euro câștigați din participarea sa în UEFA Champions League din sezonul precedent, fiind unul dintre cele mai ciudate cazuri din fotbalul românesc. Grigoraș a părăsit clubul la finalul sezonului 2013–14, iar Ionuț Badea a fost angajat pentru noul sezon. Rezultatele slabe au dus la demisia lui Badea și la sosirea lui Ewald Lienen, antrenor german pregătit în Bundesliga. A reușit să încheie sezonul cu Oțelul pe locul 10. Din păcate, după acest sezon echipa s-a despărțit; Lienen și aproape toți jucătorii au plecat din cauza unor situații financiare proaste. Sezonul 2014–15 a adus schimbări uriașe la Oțelul. Dan Adamescu a fost arestat într-un dosar de luare de mită, iar transferurile s-au făcut în condiții necorespunzătoare.  Printre antrenorii aduși și concediați ulterior s-au numărat: Michael Weiß, Tibor Selymes si Florin Marin. În plus, Liga I s- a reorganizat astfel încât ultimele 6 locuri au retrogradat, în loc de 4. Oțelul a terminat pe locul 17 și a retrogradat în Liga a II-a, după 23 de sezoane consecutive în clasamentul fotbalului românesc.  Oțelul a avut 27 de sezoane din Liga I, deținând locul 16 în clasamentul All-time din Liga I. Este și a doua cea mai bună echipă a Moldovei din acest clasament, depășită doar de FCM Bacău – dar este singura echipă moldovenească care a câștigat un titlu național.
Sezonul următor petrecut în Liga a II-a a fost unul dureros pentru mulți dintre suporterii Oțelulului. Echipa a trebuit să lupte în multe dintre meciurile cu lotul de tineret, terminând pe ultimul loc în prima serie a ligii a doua. Retrogradarea sportivă a fost urmată de falimentul clubului, declarat la 1 aprilie 2016 de Tribunalul București. La mai puțin de 5 ani de la câștigarea primului titlu de campion, clubul dispăruse brusc.

Căderea Oțelului a dat naștere multor preocupări în presa românească. În 2016, Marius Stan l-a acuzat pe Adamescu pentru devalorizarea clubului:
Adamescu a luat, fără să plătească nimic, un club de patrimoniu al Galațiului, la care conturile aveau 7,3 milioane de euro și zero datorii, un caz unic în România! Singurul scop al acționarilor era devalorizarea clubului cu milioanele care se aflau în cont când a fost preluat!” 
În 2017, fiul lui Adamescu, Alexander Adamescu, l-a acuzat pe Stan de management defectuos și că clubul era pușculița lui:
După acel sezon, clubul a fost preluat de omul de afaceri Dan Adamescu. Deși primise bani din participarea în Liga Campionilor și avea profit de ordinul milioanelor, acesta a cerut insolvența clubului, mituind judecătorii în acest sens. Clubul, devalizat, nu a mai putut plăti jucătorii și a retrogradat. În sezonul 2015-2016, a trebuit să joace și acolo cu juniorii și a retrogradat în Liga a III-a. Nu a putut ieși din insolvență și a dat faliment în primăvara lui 2016.

### Refondarea și istoria recentă (2016-prezent)
După dizolvarea clubului, suporterii Oțelul au înființat o nouă asociație numită Asociația Suporter Club Oțelul Galați și au înregistrat-o pentru a concura în Liga IV. Pe 19 iulie 2016, ASC Oțelul Galați s-a născut oficial cu obiectivul de a continua tradiția Oțelul și a fotbalului gălățean.
ASC Oțelul a intrat în posesia recordului și a mărcii și a devenit succesorul oficial al clubului la 12 septembrie 2017  Din primul sezon, echipa a promovat în Liga a III-a.
După promovarea în Liga 3 și revenirea pe stadionul pe care fotbalul gălățean a obținut cele mai mari performanțe sportive, SC Oțelul Galați duce la îndeplinire încă un angajament luat în fața suporterilor roș-alb-albaștri, dar și a comunității locale și fotbalistice: readucerea acasă a palmaresului clubului fanion al orașului Galați.
În sezonul 2020-2021 SC Otelul Galați a terminat pe Locul 1 în Liga 3 si a jucat baraj-ul de promovare  Liga 2. În semifinale a câștigat cu ACS Foresta Suceava. În finala a pierdut cu Dacia Unirea Brăila 2-1 la general.
În sezonul 2021-2022 SC Otelul Galați a promovat în Liga 2 după barajele câstigate cu Dante Botoșani si Foresta Suceava.
În sezonul regulat 2022-2023 Oțelul a terminat sezonul pe locul 3 la 4 puncte de Steaua București si Poli Iași. Pe 21 mai 2023 SC Oțelul Galați a promovat in SuperLiga României după 8 ani. A câștigat ultimul meci din Liga 2 cu 1-0 împotriva celor de la Unirea Dej.

## Stadion

### Stadion
Stadionul Oțelul din Galați este o arenă doar pentru fotbal, fără pistă de atletism, cu o capacitate de 13.500 de locuri pe scaune. Tribunele I și II sunt alcătuite din câte cinci sectoare, în timp ce peluzele au trei sectoare. Proprietarul arenei este Liberty Galați.
Arena clubului gălățean a fost inaugurată în 1983 și a fost supusă unor ample lucrări de modernizare în 2006 și 2011. Stadionul beneficiază de o instalație de nocturnă cu o capacitate de 1400 lucși ce a fost inaugurată pe 5 mai 2011, cu ocazia meciului Oțelul Galați - Universitatea Craiova. Arena „Oțelul” este situată în cartierul „Țiglina III” al municipiului Galați. Aceasta a fost special construită pentru meciuri de fotbal, fără tradiționala pistă de atletism. Tribunele I și II sunt alcătuite din câte cinci sectoare, în timp ce peluzele au trei sectoare. Peluza Nord este locația stabilă a galeriei. Sponsorul oficial al echipei care a ajutat la modernizarea arenei este Liberty Galați.
Clubul își joacă meciurile de acasă pe Stadionul Oțelul din Galați. De-a lungul timpului, Oțelul a folosit și alte locații locale precum Stadionul Nicolae Rainea, Stadionul Siderurgistul, și Baza Sportivă Zoltan David, dar doar pe perioade scurte de timp sau pentru câteva meciuri.

### Program pentru tineret
Oțelul a dezvoltat jucători tineri printre care: Iulian Arhire, Florin Cernat, Romulus Chihaia, Daniel Florea, Silviu Ilie, Laurențiu Iorga, George Miron, Ionuț Neagu, Dănuț Oprea, Cornel Râpă, Viorel Tănase, Cătălin Tofan, sau Alexandru Tudorie.

## Suporteri
Oțelul este susținută în mare parte de către cetățenii orașului Galați dar și în restul județului Galati. Istoria ultras gălățeană a început în anii 90, întreaga peluză nordică a stadionului căpătând denumirea de Sidexplozia 1996. Odată cu trecerea timpului, treptat au apărut noi grupări precum Ultra Sud 2004, Steel Boys 2006, Young Crew 2007, Grupa C 2005, New Order 2008, Suporter Club Oțelul Galați, etc. iar Sidexplozia 1996 a căpătat statutul de brigadă, altul decât denumirea întregii peluze. Liga Suporterilor Gălățeni (abreviată LSG) a mai fost un grup unde obișnuiau să vină suporterii gălățeni care nu aparțineau unei facțiuni ultras, dar își doreau să susțină echipa în mod activ la meciuri. În anul 2007, câteva grupuri din Peluza Nord Galati s-au mutat în polul opus al Stadionului, datorita unor divergente cu grupurile nordice, creând astfel Peluza Sud Galați, ulterior unele revenind însă în Peluza Nord Galati, iar altele rămânând în sudul Stadionului Oțelul. Peste ani, reînființarea Oțelului și capturarea Peluzei Sud Galati de către steliști a dus la stabilirea a 3 grupuri în Peluza Nord Galati: Ultra Sud 2004, Steel Boys 2006, Young Crew 2007 (tineretul celor de la Steel Boys), iar în anul 2023 după retragerea celor de la Steel Boys 2006 și Young Crew 2007 din activitate, Peluza Nord Galati se află într-o perioadă de tranziție, apărând chiar un nou grup în Peluză, Spectra Syndicate '23, alături de cei de la Ultra Sud 2004.
Suporterii gălățeni de la Peluza Nord Galati mențin o relație de frăție cu suporterii Petrolului Ploiești. În trecut, gălățenii din grupuri diferite au mai avut frății cu suporterii ultra, Noua Legiune (Dacia Chișinău) și ai Deltei Tulcea.

### Rivalități
Derby‑ul Moldovei este o rivalitate fotbalistică notabilă în Moldova, confruntând echipele Politehnica Iași și Oțelul Galați. Rivalitatea a căpătat intensitate după dispute frecvente în campionatele de nivel secund și în SuperLiga României, având o semnificație regională, culturală și sportivă marcantă. Primele confruntări dintre cele două echipe datează din anii 1980, însă rivalitatea a început să se intensifice cu adevărat după 2004, când Politehnica Iași a revenit în prima ligă. În mai 2008, după un meci decisiv care  s-a terminat la egalitate, suporterii gălățeni au atacat autocarul fanilor ieșeni în comuna Gârboavele, provocând distrugeri. Rivalitatea a escaladat din 2009, când suporterii Oțelului Galați, gruparea Ultra Sud Galați '04, au reușit să captureze însemnele,grupari Settore Ultra '06, de la membri ai galeriilor adversarilor. Actul simbolic a servit ca demonstrație de forță, subliniind tensiunile dintre cele două tabere. În sezonul 2022-2023 al ligii secunde s-a intensificat puternic rivalitatea împotriva celor de la Oțelul Galați în lupta pentru promovare, aceștia reușind în 3 întâlniri să creeze o atmosferă demnă de un Derby Moldovenesc, drept urmare cele două echipe au reușit promovarea în Superligă la capătul sezonului.
Un alt Derby al Oțelului este cu Dacia Unirea Brăila, chiar dacă acestea nu s-au întâlnit foarte des, tensiunea există în special din cauza rivalității dintre cele două orașe. Alte derby-uri sunt împotriva lui Farul Constanța. De asemenea, Peluza Nord Galați se poziționează ca fiind „anti-București” (împotriva echipelor Bucureștene, nu a capitalei în sine) existând astfel orgolii pe măsură la oricare meci cu Rapid, Dinamo, Steaua, dar și împotriva oricăror alte echipe din capitală.

## Palmares

### Competiții naționale
```
 
Liga I
```

 Campioni (1): 2010-11
```
 
Liga II
```

 Campioni (3): 1985–86, 1990–91,
```
 
Liga III
```

 Campioni (4): 1967–68, 1980–81, 2020–21, 2021–22
```
 
Cupa României
```

 Finaliști (2): 2003-2004, 2023-2024
```
 
Supercupa României
```

 Câștigători (1): 2011

### Alte competiții
```
 
Liga a IV-a Galați
```

 Campioni (1): 2016-17

### Competiții europene
```
 
Liga Campionilor
:
```

- Faza grupelor (1) - 2011

```
 
Cupa UEFA
/
Europa League
:
```

- Turul 2 (2) - 2005, 2008

```
 
Cupa UEFA Intertoto
```

 Câștigători (1): 2007

## Parcursul competițional
| Sezon     | Nivel | Divizie                     | Poziție  | Cupa României   |
| --------- | ----- | --------------------------- | -------- | --------------- |
| 2025-26   | 1     | SuperLiga României          | TBD      | TBD             |
| 2024–25   | 1     | SuperLiga României          | 8        | Faza grupelor   |
| 2023–24   | 1     | SuperLiga României          | 8        | Finală          |
| 2022–23   | 2     | Liga a II-a                 | 3 (P)    | Faza grupelor   |
| 2021–22   | 3     | Liga a III-a (Seria a II-a) | 1 (C, P) | Turul trei      |
| 2020–21   | 3     | Liga a III-a (Seria a II-a) | 1 (C)    | Turul doi       |
| 2019–20   | 3     | Liga a III-a (Seria I)      | 6        | Turul trei      |
| 2018–19   | 3     | Liga a III-a (Seria I)      | 3        | Turul trei      |
| 2017–18   | 3     | Liga a III-a (Seria I)      | 3        | nu a participat |
| 2016–17   | 4     | Liga a IV-a (GL)            | 1 (C, P) | Faza județeană  |
| 2015–16   | 2     | Liga a II-a (Seria I)       | 12 (R)   | Turul cinci     |
| 2014–15   | 1     | Liga I                      | 17 (R)   | Optimi          |
| 2013–14   | 1     | Liga I                      | 10       | Sferturi        |
| 2012–13   | 1     | Liga I                      | 11       | Semifinale      |
| 2011–12   | 1     | Liga I                      | 6        | Sferturi        |
| 2010–11   | 1     | Liga I                      | 1 (C)    | Șaisprezecimi   |
| 2009–10   | 1     | Liga I                      | 8        | Optimi          |
| 2008–09   | 1     | Liga I                      | 12       | Optimi          |
| 2007–08   | 1     | Liga I                      | 8        | Optimi          |
| 2006–07   | 1     | Liga I                      | 5        | Sferturi        |
| 2005–06   | 1     | Divizia A                   | 9        | Sferturi        |
| 2004–05   | 1     | Divizia A                   | 8        | Sferturi        |
| 2003–04   | 1     | Divizia A                   | 5        | Finală          |
| 2002–03   | 1     | Divizia A                   | 13       | Șaisprezecimi   |
| 2001–02   | 1     | Divizia A                   | 5        | Șaisprezecimi   |
| 2000–01   | 1     | Divizia A                   | 12       | Sferturi        |
| 1999–2000 | 1     | Divizia A                   | 8        | Semifinale      |
| 1998–99   | 1     | Divizia A                   | 6        | Sferturi        |

| Sezon   | Nivel | Divizie             | Poziție  | Cupa României |
| ------- | ----- | ------------------- | -------- | ------------- |
| 1997–98 | 1     | Divizia A           | 4        | Sferturi      |
| 1996–97 | 1     | Divizia A           | 4        | Optimi        |
| 1995–96 | 1     | Divizia A           | 13       | Optimi        |
| 1994–95 | 1     | Divizia A           | 13       | Optimi        |
| 1993–94 | 1     | Divizia A           | 15       | Șaisprezecimi |
| 1992–93 | 1     | Divizia A           | 10       | Șaisprezecimi |
| 1991–92 | 1     | Divizia A           | 8        | Șaisprezecimi |
| 1990–91 | 2     | Divizia B (Seria I) | 1 (C, P) | Șaisprezecimi |
| 1989–90 | 2     | Divizia B (Seria I) | 3        |               |
| 1988–89 | 1     | Divizia A           | 16 (R)   | Șaisprezecimi |
| 1987–88 | 1     | Divizia A           | 4        | Șaisprezecimi |
| 1986–87 | 1     | Divizia A           | 11       | Sferturi      |
| 1985–86 | 1     | Divizia B (Seria I) | 1 (C, P) | Sferturi      |
| 1984–85 | 2     | Divizia B (Seria I) | 3        |               |
| 1983–84 | 2     | Divizia B (Seria I) | 8        |               |
| 1982–83 | 2     | Divizia B (Seria I) | 3        |               |
| 1981–82 | 3     | Divizia C           | 1 (C, P) |               |
| 1980–81 | 3     | Divizia C           | 1 (C)    |               |
| 1979–80 | 3     | Divizia C           | 9        |               |
| 1978–79 | 3     | Divizia C           | 10       |               |
| 1977–78 | 3     | Divizia C           | 11       |               |
| 1976–77 | 4     | Divizia D           | 1 (C, P) |               |
| -       | -     | -                   | -        |               |
| 1974–75 | 2     | Divizia B           | 16 (R)   |               |
| 1973–74 | 2     | Divizia B (Seria I) |          |               |
| 1972–73 | 3     | Divizia C           | 1 (C, P) |               |

## Oțelul Galați în Cupele europene
| Cupa UEFA 1988-1989             |     |                      |
| Turul 1                         |     |                      |
| Oțelul Galați                   | 1-0 | Juventus Torino      |
| Juventus Torino                 | 5-0 | Oțelul Galați        |
| Cupa Balcanică 1991-1992        |     |                      |
| Semifinala                      |     |                      |
| FK Tomori Berat                 | 2-0 | Oțelul Galați        |
| Oțelul Galați                   | 4-0 | FK Tomori Berat      |
| Finala                          |     |                      |
| Oțelul Galați                   | 0-0 | Sariyer G.K.         |
| Sariyer G.K.                    | 1-0 | Oțelul Galați        |
| Cupa UEFA 1997-1998             |     |                      |
| Turul 1 Preliminar              |     |                      |
| ND Gorica                       | 2-0 | Oțelul Galați        |
| Oțelul Galați                   | 4-2 | ND Gorica            |
| Cupa UEFA 1998-1999             |     |                      |
| Turul 1 Preliminar              |     |                      |
| Oțelul Galați                   | 3-0 | FK Sloga Jugomagnat  |
| FK Sloga Jugomagnat             | 1-1 | Oțelul Galați        |
| Turul 2 Preliminar              |     |                      |
| Vejle Boldklub                  | 3-0 | Oțelul Galați        |
| Oțelul Galați                   | 0-3 | Vejle Boldklub       |
| Cupa UEFA 2004-2005             |     |                      |
| Turul 1 Preliminar              |     |                      |
| Oțelul Galați                   | 4-0 | KS Dinamo Tirana     |
| KS Dinamo Tirana                | 1-4 | Oțelul Galați        |
| Turul 2 Preliminar              |     |                      |
| Oțelul Galați                   | 0-0 | FK Partizan          |
| FK Partizan                     | 1-0 | Oțelul Galați        |
| Cupa UEFA Intertoto 2007-2008   |     |                      |
| Semifinala                      |     |                      |
| FK Slavija                      | 0-0 | Oțelul Galați        |
| Oțelul Galați                   | 3-0 | FK Slavija           |
| Finala                          |     |                      |
| Oțelul Galați                   | 2-1 | Trabzonspor          |
| Trabzonspor                     | 1-2 | Oțelul Galați        |
| Cupa UEFA 2007-2008             |     |                      |
| Turul 2 Preliminar              |     |                      |
| Lokomotiv Sofia                 | 3-1 | Oțelul Galați        |
| Oțelul Galați                   | 0-0 | Lokomotiv Sofia      |
| UEFA Champions League 2011/2012 |     |                      |
| Grupa C                         |     |                      |
| FC Basel                        | 2-1 | Oțelul Galați        |
| Oțelul Galați                   | 0-1 | S.L. Benfica         |
| Oțelul Galați                   | 0-2 | Manchester United FC |
| Manchester United FC            | 2-0 | Oțelul Galați        |
| Oțelul Galați                   | 2-3 | FC Basel             |
| S.L. Benfica                    | 1-0 | Oțelul Galați        |

## Lotul actual
La 20 august 2025.
| Nr. |             | Poziție | Jucător                        |
| --- | ----------- | ------- | ------------------------------ |
|     | Portugalia  | M       | Andrezinho⁠(d)                  |
|     | România     | A       | Luca Andronache⁠(d)             |
|     | Capul Verde | M       | João Paulo Fernandes⁠(d)        |
| 4   | Portugalia  | F       | Né Lopes⁠(d)                    |
| 77  | Portugalia  | A       | Paulo Rafael Pereira Araújo⁠(d) |
| 5   | Spania      | F       | Vadik Murria⁠(d)                |
| 22  | România     | P       | Gabriel Ursu⁠(d)                |
|     | România     | F       | Andrei Rus⁠(d)                  |
| 24  | România     | M       | Denis Bordun⁠(d)                |
|     | România     | M       | Cristian Chira⁠(d)              |
| 11  | România     | M       | Ștefan Bană⁠(d)                 |
| 3   | Columbia    | F       | Julián Bonilla⁠(d)              |
| 20  | România     | A       | Daniel Sandu⁠(d)                |

| Nr. |             | Poziție | Jucător                |
| --- | ----------- | ------- | ---------------------- |
| 19  | România     | M       | Radu Postelnicu⁠(d)     |
| 15  | România     | A       | Cristian Neicu⁠(d)      |
| 16  | România     | F       | Dan Neicu⁠(d)           |
| 30  | România     | M       | Matei Frunză⁠(d)        |
| 32  | România     | P       | Iustin Popescu         |
| 2   | Bulgaria    | M       | Milen Jelev⁠(d)         |
| 17  | România     | M       | Andrei Ciobanu         |
| 1   | România     | P       | Cosmin Dur-Bozoancă⁠(d) |
| 31  | Croația     | M       | Diego Živulić⁠(d)       |
| 9   | Capul Verde | A       | Patrick Fernandes      |
|     | România     | M       | Paul Iacob             |
| 8   | Portugalia  | M       | João Lameira⁠(d)        |
| 88  | Brazilia    | F       | Kazu                   |

### Jucători împrumutați
| Nr. |         | Poziție | Jucător                                    |
| --- | ------- | ------- | ------------------------------------------ |
|     | România |         | Ștefan Farcaș⁠(d) (la AFC Câmpulung Muscel) |

## Personal

### Stafful tehnic
| Funcția             | Nume                                    |
| ------------------- | --------------------------------------- |
| Antrenor principal  | László Balint                           |
| Antrenor secund     | Alin Pânzaru                            |
| Antrenor de portari | Iulian Olteanu                          |
| Doctor              | Ionut Băneșanu                          |
| Kinetoterapeut      | Marius Matei                            |
| Preparator fizic    | Alexandru Radu                          |
| Maseur(i)           | Costel Crăciun Alexandru Petrișor Bălan |
| Magazioner(i)       | Cristian Bahnașu Iulian Octavian Dogaru |
| Analist video       | Nic Constandache                        |

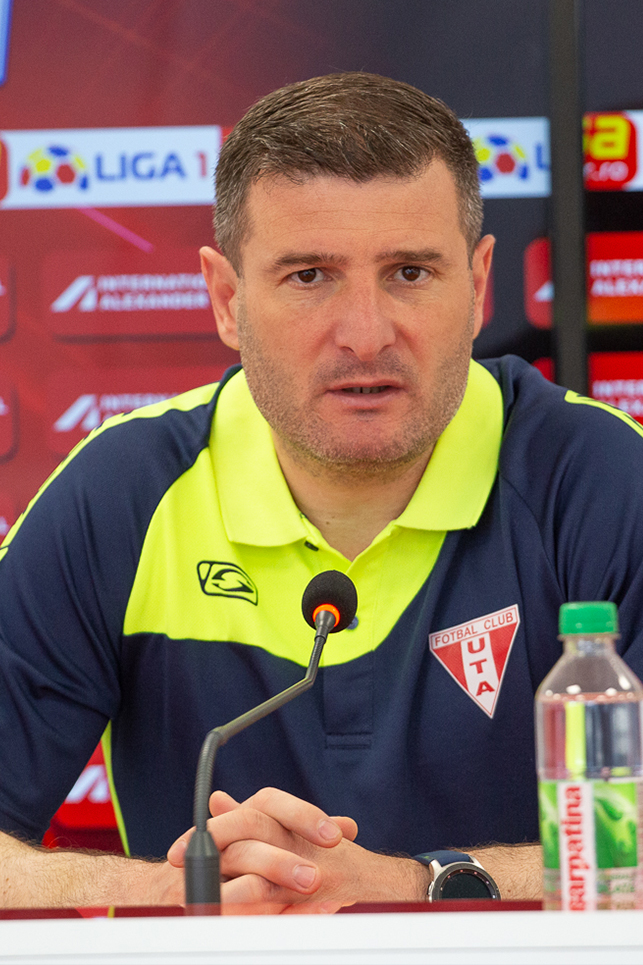
László Balint este actualul antrenor principal al clubului.

- Actualizat: 1 iulie 2025, conform site-ului oficial.[13][14]

### Conducerea clubului
| Funcția                                | Nume                                                              |
| -------------------------------------- | ----------------------------------------------------------------- |
| Proprietari                            | Asociația Suporterilor Oțelul Galați Primăria Municipiului Galați |
| Președinte                             | Cristian Munteanu                                                 |
| Manager de echipă                      | Ionuț Neagu                                                       |
| Economist                              | Filote Culița                                                     |
| Secretar                               | Geanina Tătaru                                                    |
| Avocat                                 | Constantin Savin                                                  |
| Responsabil pentru ordine și siguranță | Aurel Brașoveanu                                                  |
| Director ticketing                     | Bogdan Juravlea                                                   |
| Director sportiv                       | Cristian Sîrghi                                                   |
| Delegat                                | George Cârjan                                                     |
| Ofițer de presă                        | Dănuț Lungu                                                       |
| Fotograf                               | Valentin Munteanu                                                 |

- Actualizat: 1 iulie 2025, conform site-ului oficial.[15][16]

## Foste persoane notabile

### Istoricul antrenorilor
| Nume                   | Naționalitate | Perioadă  |
| ---------------------- | ------------- | --------- |
| Gheorghe Dungu         | România       | 1965-1966 |
| Gheorghe Drăghiescu    | România       | 1966-1967 |
| Pompiliu Ionescu       | România       | 1966-1967 |
| Ion Unguroiu           | România       | 1967-1968 |
| Gheorghe Drăghiescu    | România       | 1967-1969 |
| Pompiliu Ionescu       | România       | 1968-1969 |
| Ștefan Vasile          | România       | 1968-1970 |
| Dumitru Oprea          | România       | 1970-1971 |
| Valeriu Neagu          | România       | 1970-1971 |
| Dumitru Oprea          | România       | 1973-1976 |
| Virgil Hamza           | România       | 1976-1977 |
| Gheorghe Constantin    | România       | 1977–1978 |
| Dumitru Oprea          | România       | 1977-1978 |
| Virgil Hamza           | România       | 1977-1978 |
| Ion Toma               | România       | 1978-1979 |
| Ion Ioniță             | România       | 1979-1980 |
| Petre Moțoc            | România       | 1980-1981 |
| Ion Ioniță             | România       | 1981-1982 |
| Traian Ivănescu        | România       | 1981-1983 |
| Marin Olteanu          | România       | 1982-1983 |
| Ion Ionică             | România       | 1982-1983 |
| Angelo Niculescu       | România       | 1982-1984 |
| Costică Rădulescu      | România       | 1984-1988 |
| Cornel Dinu            | România       | 1988-1989 |
| Ioan Sdrobiș           | România       | 1988-1989 |
| Nicolae Burcea         | România       | 1988-1989 |
| Mircea Dridea          | România       | 1988-1990 |
| Ion Moldovan           | România       | 1990–1992 |
| Aurel Țicleanu         | România       | 1992–1994 |
| Haralambie Puiu Antohi | România       | 1994-1995 |
| Ioan Sdrobiș           | România       | 1994-1995 |
| Vasile Simionaș        | România       | 1994–1999 |
| Constantin Ploieșteanu | România       | 1999-2000 |
| Dumitru Dumitriu       | România       | 1999–2000 |
| Aurel Țicleanu         | România       | 2000-2001 |
| Ion Gigi               | România       | 2000-2001 |
| Ilie Dumitrescu        | România       | 2000-2001 |
| Victor Roșca           | România       | 2001–2002 |
| Marius Lăcătuș         | România       | 2001–2002 |
| Costel Orac            | România       | 2002–2004 |
| Sorin Cârțu            | România       | 2003-2005 |
| Basarab Panduru        | România       | 2004-2005 |
| Mihai Stoichiță        | România       | 2004-2005 |
| Ion Gigi               | România       | 2005-2006 |
| Aurel Șunda            | România       | 2005-2006 |
| Petre Grigoraș         | România       | 2006–2009 |
| Dorinel Munteanu       | România       | 2009–2012 |
| Ioan Balaur            | România       | 2012-2013 |
| Viorel Tănase          | România       | 2012-2013 |
| Petre Grigoraș         | România       | 2012-2013 |
| Ionuț Badea            | România       | 2013-2014 |
| Constantin Schumacher  | România       | 2013-2014 |
| Ewald Lienen           | Germania      | 2013-2014 |
| Michael Weiss          | Germania      | 2014-2015 |
| Daniel Florea          | România       | 2014-2015 |
| Tibor Selymes          | România       | 2014-2015 |
| Florin Marin           | România       | 2014-2015 |
| Daniel Florea          | România       | 2015-2016 |
| Sorin Haraga           | România       | 2016      |

### Jucători
| Portari | Fundași | Mijlocași | Atacanți |
| --- | --- | --- | --- |
| - Tudorel Călugaru - Cosmin Vâtcă - Cornel Cernea - Cristian Munteanu - Dorin Arcanu - Stelian Bordeianu - Ionel Dinu - Branko Grahovac | - Jivko Jelev - Daniel Florea - Tudorel Pelin - Doru Balmuș - Valentin Ștefan - Viorel Anghelinei - Gelu Popescu - Mirea Catalin - Ion Gigi - Ștefan Nanu - Sorin Ghionea - George Ogăraru - Cătălin Tofan - Sergiu Costin | - Gabriel Viglianti - Mihail Majearu - Marius Stan - Viorel Tănase - Florin Cernat - Gabriel Boștină - Costin Maleș - Iulian Arhire - Nicolae Burcea - Claudiu Vaiscovici - Eugen Ralea - Gabriel Paraschiv - Gabriel Giurgiu | - Haralambie Puiu Antohi - Viorel Ion - Emil Jula - Radu Cașuba - Victoraș Iacob - Mihai Guriță - Marius Pena - Liviu Antal |

## Suporteri faimoși
| - Lucian Bute - Adrian Enache - Cristian Iacob - Andreea Antonescu - Cristian Ciocan - Delia Matache |